# Eremodon wormskioldii
Eremodon wormskioldii là một loài rêu trong họ Splachnaceae. Loài này được (Hornem.) Brid. mô tả khoa học đầu tiên năm 1826.